# Halifax, West Yorkshire
Halifax är en stad i grevskapet West Yorkshire i norra England. Staden är huvudort i distriktet Calderdale och ligger vid floden Calder, cirka 11 kilometer sydväst om Bradford samt cirka 22 kilometer sydväst om Leeds. Tätortsdelen (built-up area sub division) Halifax hade 88 134 invånare vid folkräkningen år 2011.
Staden är en industristad och ligger i en traditionell textilbygd. Staden förlorade dock liten av sin betydelse som textilcentrum under 1800-talet till den närbelägna staden Bradford. Bortsett från textilproduktion finns även en viss maskinindustri samt bryggerier i Halifax.
Mycket av stadens bebyggelse härrör från 1800-talet, bland annat stadshuset (invigt år 1863) av Charles Barry. Även områden med arbetarbebyggelse och fabriksanläggningar vid vattenkraften i dalens botten återstår från 1800-talet.

## Vänorter
- Aachen, Tyskland
- Halifax, Kanada